# 米爾訥山
47°42′27″N 12°50′08″E / 47.707495°N 12.835636°E

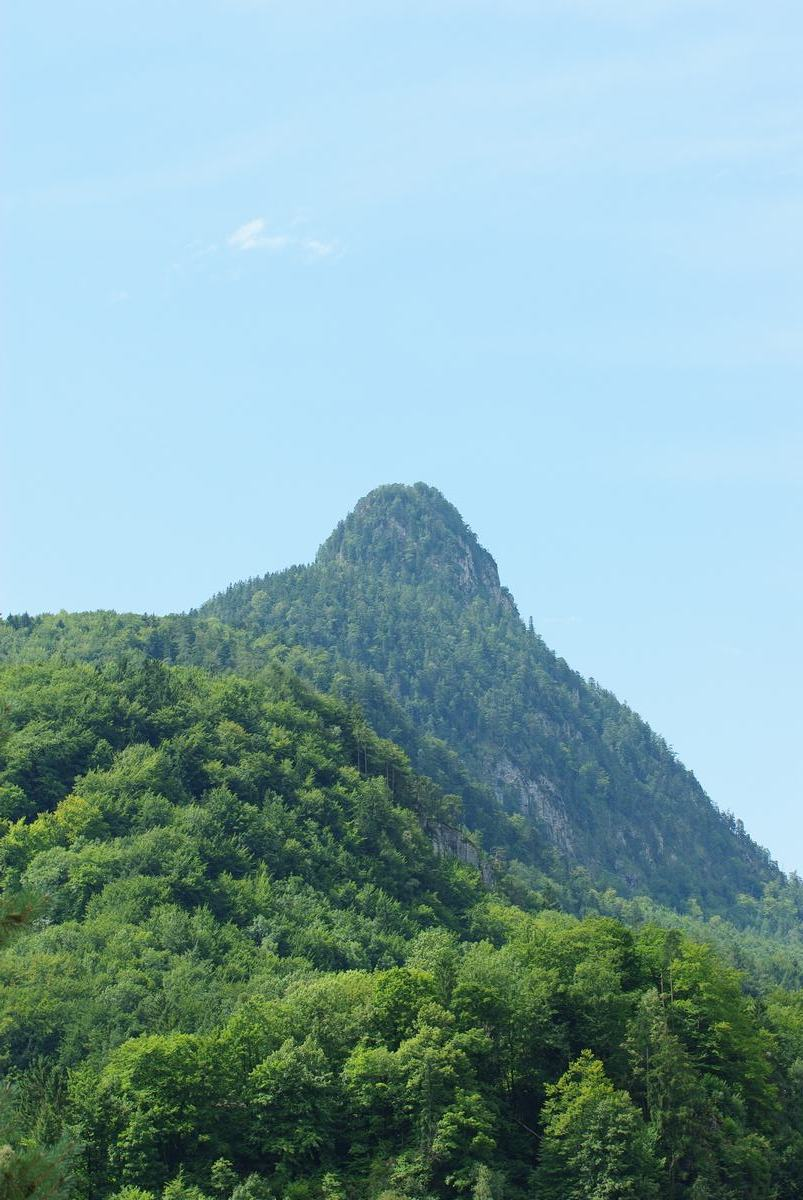

米爾訥山（德語：Müllnerberg），是德國的山峰，位於該國南部，由巴伐利亞負責管轄，屬於基姆高山脈的一部分，處於巴特賴興哈爾，該山峰海拔高度1,373米。